# Maksymilian Więcek
Maksymilian Więcek (ur. 18 września 1920 w Baranowie Sandomierskim, zm. 28 grudnia 2006 w Krakowie) – polski hokeista, koszykarz, piłkarz ręczny, olimpijczyk.
Absolwent Akademii Medycznej w Krakowie, w 1964 otrzymał tytuł doktora nauk farmacji.
Wszechstronny sportowiec. Reprezentant Polski w piłce ręcznej 11-osobowej (4 mecze w 1948) oraz członek kadry narodowej w koszykówce. Największe sukcesy osiągnął jednak w hokeju. 16 razy reprezentował Polskę w tej dyscyplinie sportu. Był członkiem kadry olimpijskiej na Zimowych Igrzyskach Olimpijskich w St. Moritz w 1948.
Występował na pozycji obrońcy. Reprezentował barwy YMCA Kraków, Cracovii oraz Legii Warszawa. 10 razy zdobywał mistrzostwo Polski – w latach 1946, 1947 i 1949 z Cracovią oraz w latach 1951–1957 z Legią, której był kapitanem.
Po zakończeniu kariery sportowej farmakolog  Szpitala Wojskowego w Krakowie, nauczyciel akademicki, trener i zasłużony działacz sportowy.
W 2003 został odznaczony medalem Kalós Kagathós.
Pochowany na cmentarzu Rakowickim w Krakowie (kwatera AC-płn.-5).

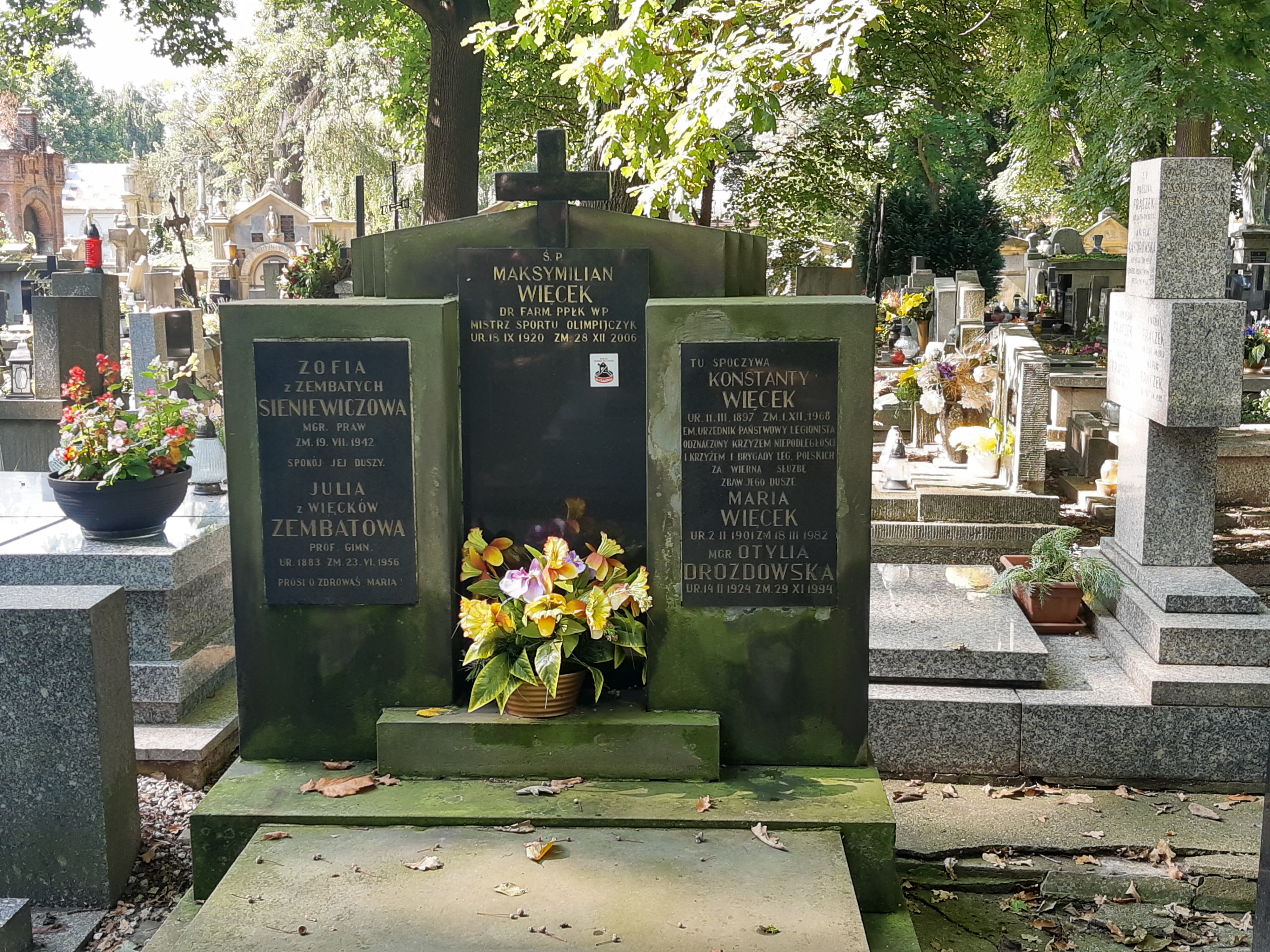
Grób Maksymiliana Więcka na cmentarzu Rakowickim